# Croix de cimetière de Noisy-le-Grand
La croix de cimetière de Noisy-le-Grand est une croix monumentale de Noisy-le-Grand, en France.

## Description
Cette croix est une croix monumentale placée à l'entrée du cimetière ancien.
La sculpture qui orne la partie supérieure (XVe siècle) représente d'un côté la Sainte-Vierge et de l'autre la Crucifixion.

## Accès
Elle est accessible par la gare de Noisy-le-Grand-Mont d'Est, sur la ligne A du RER d'Île-de-France.

## Historique

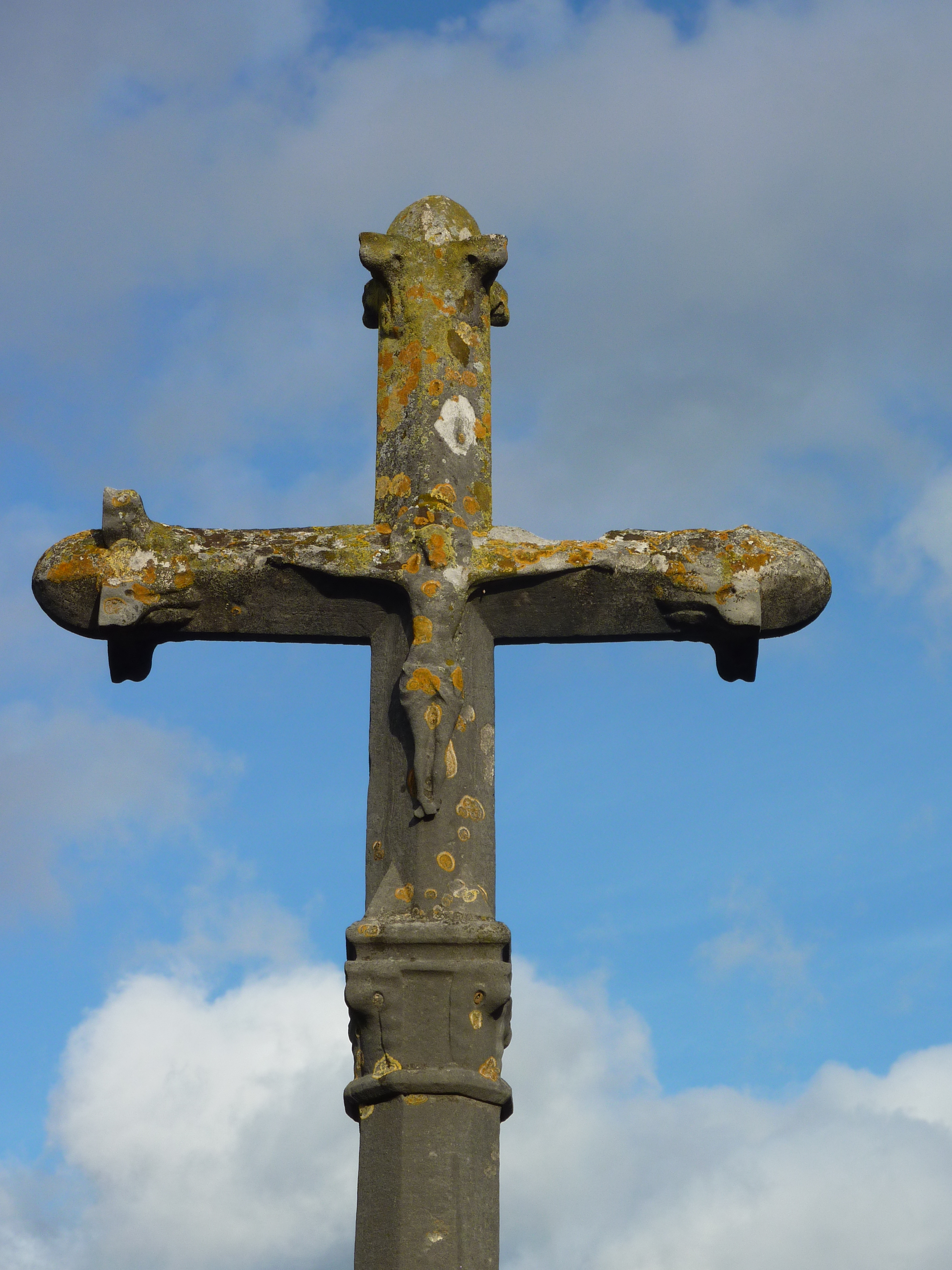
Détails de la croix.

Elle aurait été placée dans le cimetière vers 1740. Elle date probablement de l’époque carolingienne et se trouvait auparavant dans la nécropole située rue des Mastraits, abandonnée vers l'an mil. Sa présence est mentionnée au XIVe siècle sous le nom de Croix de Dame Ysebael en référence à Isabeau de Valéry, épouse de Nicolas de Pacy (-1372), seigneur de Bry-sur-Marne.
La croix est classée monument historique en 1926.